# Miyu Irino
 (avril 2020).
Si vous disposez d'ouvrages ou d'articles de référence ou si vous connaissez des sites web de qualité traitant du thème abordé ici, merci de compléter l'article en donnant les références utiles à sa vérifiabilité et en les liant à la section « Notes et références ».
Miyu Irino (入野 自由, Irino Miyu)  (19 février 1988) est un seiyū japonais né à Tokyo. C'est un bon ami de Mamoru Miyano. Il est surnommé "Miyu-Miyu" par les CLAMP.

## Doublage

### Animes
- Eyeshield 21 (Sena Kobayakawa)
- Mobile Suit Gundam 00 (Saji Crossroad)
- Le voyage de Chihiro (Haku)
- Yes! PreCure 5 (Nattsu)
- Wolf's Rain (Hasu)
- Air Gear (Nue)
- KURAU Phantom Memory (Ivon)
- Ghost in the Shell : Stand Alone Complex (Onba)
- Cromartie High School (Osamu Kido)
- Zipang (Young Yosuke)
- Starship Operators (Shimei Yuuki)
- Fafner of the Azure (Kouyou Kasugai)
- You're Under Arrest (Shou)
- Tsubasa: Reservoir Chronicle (Shaolan)
- D.N.Angel (Daisuke Niwa)
- PaRappa Rappa (PaRappa)
- Windy Tales (Jun)
- Futari wa Pretty Cure Splash Star (Manabu Miyasako)
- MADLAX (Chris)
- Yomigaeru Sora - Rescue Wings (Satoshi Yoshioka)
- Darker Than Black (Young Hei)
- Gin-iro no Olynssis (Tokito Aizawa)
- One Piece (Jiro)
- Asura Cryin' (Tomoharu Natsume)
- 07-Ghost (Shuri Oak)
- D.Gray-man (Narein)
- Kurozuka (Kuon)
- Hatsukoi Limited (Mamoru Zaitsu)
- Phantom: Requiem for the Phantom (Zwei/Reiji Azuma)
- Cross Game (Kou Kitamura)
- Neo Angelique ~Abyss~ (Erenfried)
- Tatakau Shisho - The Book of Bantorra (Colio)
- Miracle Train (Takuto Kichijōji)
- Beyblade: Metal Fusion (Ootori Tsubasa)
- Yu-Gi-Oh! Zexal (Astral, Numéro 96: Brume sombre)
- Naruto Shippûden (Yagura, 4e Mizukage)
- The Garden of Words/Kotonoha no Niwa (Takao)
- Kamigami no Asobi (Apollon Agana Belea)
- Seraph of the End  ( Yûichirô Hyakuya )
- Haikyu!!  (Sugawara Kōshi )
- Osomatsu-san (Todomatsu Matsuno)
- A Silent Voice (Shoya Ishida)
- Danshi kōkōsei no nichijō (Tadakuni)
- Mob Psycho 100 (Ritsu)
- Ano hi mita hana no namae o bokutachi wa mada shiranai (Jinta Yadomi)
- Voyage vers Agartha (Shun et Shin)

## Jeux vidéo
- Fire Emblem Heroes (Elm)
- Genshin Impact (Cyno)
- Kamigami no Asobi : Ludere Deorum (Apollon Agana Belea)
- Kingdom Hearts (Sora, Vanitas)
- Magic Pengel (Mono)
- Phantom of Inferno (Reiji 'Zwei' Azuma) (Xbox 360 Version)
- Rogue Galaxy (Harry)
- Summon Night Craft Sword Monogatari: Hajimari no Ishi (Lemmy)
- Summon Night: Twin Age (Aldo)
- Sunday VS Magazine: Shuuketsu! Choujou Daikessen! (Natsu Dragneel)